# Theope caroli
Espèce
Theope caroli est une espèce d'insectes lépidoptères appartenant à la famille  des Riodinidae et au genre Theope.

## Taxonomie
Theope caroli a été nommé par Christian Brévignon en 2011

## Description
Theope  caroli est un papillon au dessus de couleur marron frangé de marron, avec chez le mâle une discrète aire bleue au bord interne de l'aile antérieure et dans la partie basale de l'aire postérieure.
Le revers est plus clair, ocre, avec une ligne submarginale de points qui ne sont visibles que sur l'aile postérieure.

## Biologie
La femelle a été retrouvée sur des fleurs d’Emmotum fagifolium.

## Écologie et distribution
Theope caroli n'est présent qu'en Guyane.

### Biotope
Il réside en Guyane dans la région proche de la côte.

### Protection
Pas de statut de protection particulier.